# اتحادیه گالیمپور
اتحادیه گالیمپور (به لاتین: Galimpur Union) یک منطقهٔ مسکونی در بنگلادش است که در Barura Upazila واقع شده‌است.